# Journal of Agricultural Science and Technology
Journal of Agricultural Science and Technology (ook JAST) is een Iraans, aan collegiale toetsing onderworpen open access wetenschappelijk tijdschrift op het gebied van de landbouwkunde.
De naam wordt in literatuurverwijzingen meestal afgekort tot J. Agric. Sci. Technol..
Het eerste nummer verscheen in 2000.